# Vasili Roedenkov
Vasili Vasilivitsj Roedenkov (Russisch: Василий Васильевич Руденков) (Zjlobin, 3 mei 1931 – aldaar, 2 november 1982), was een Sovjet-Wit-Russische atleet, gespecialiseerd in het kogelslingeren.

## Biografie
Roedenkov werd in 1960 olympisch kampioen in een olympisch record van 67 meter 10. In de kwalificaties had Roedenkov al een olympisch record gezet met een afstand van 67 meter 03. Roedenkov werd in de periode 1959 tot en met 1961 kampioen van de Sovjet-Unie.

## Persoonlijke records
| Onderdeel      | Prestatie | Jaar |
| -------------- | --------- | ---- |
| Kogelslingeren | 68,94m    | 1961 |

## Palmares

### Kogelslingeren
- 1960:  OS - 67,10m
- 1962: 6e EK - 63,94 m

1900: John Flanagan ·
1904: John Flanagan ·
1908: John Flanagan ·
1912: Matt McGrath ·
1920: Patrick Ryan ·
1924: Fred Tootell ·
1928: Pat O'Callaghan ·
1932: Pat O'Callaghan ·
1936: Karl Hein ·
1948: Imre Németh ·
1952: József Csermák ·
1956: Harold Connolly ·
1960: Vasili Roedenkov ·
1964: Romuald Klim ·
1968: Gyula Zsivótzky ·
1972: Anatoli Bondartsjoek ·
1976: Joeri Sedych ·
1980: Joeri Sedych ·
1984: Juha Tiainen ·
1988: Sergej Litvinov ·
1992: Andrej Abdoevalijev ·
1996: Balázs Kiss ·
2000: Szymon Ziółkowski ·
2004: Koji Murofushi ·
2008: Primož Kozmus ·
2012: Krisztián Pars ·
2016: Dilsjod Nazarov ·
2020: Wojciech Nowicki ·
2024: Ethan Katzberg
- World Athletics: 14430559